# Liza Snyder
Liza Snyder (nascida em 20 de março de 1968) é uma atriz americana. Ela é mais conhecida por seu papael como Christine Hughes na série de comédia da CBS Yes, Dear.
Snyder fez sua estréia no cinema em 2000 no filme Pay It Forward. Alguns de seus outros créditos na televisão incluem papéis regulares em Jesse e Sirens. Ela também teve papéis como convidada em séries de televisão e programas como Chicago Hope, Murder, She Wrote, Race Against Time:The Search for Sarah; Innocent Victims, House MD e Down the Shore. Em 2007, Snyder foi no vídeo da música para a canção "Sweep The Leg". Em 2011, Snyder estrelou em um episódio de House interpretando uma paciente que precisava de um transplante de pulmão.
Snyder nasceu em Northampton em Massachusetts. Seu pai é professor de teatro no Smith College e sua mãe é uma cantora e compositora.
Snyder se graduou na cidade Nova York na escola de teatro Neighborhood Playhouse.